# 28 cm kanon M/12
28 cm kanon M/12, kort 28 cm kan M12, är en svensk sjöartilleripjäs som utvecklades av Bofors i början av 1900-talet. Kanonen, som har en kaliber på 28,3 cm, togs fram specifikt för att fungera som huvudbeväpning på pansarskeppen i Sverige-klassen, och monterades i två dubbeltorn per skepp. En 28 cm kanon från pansarskeppet Sverige står sedan 1986 uppställd på Rävåsen i Karlskoga.

## Tillkomst
En prototyp till pjäsen beställdes av marinförvaltningen den 3 oktober 1911. Efter regeringsskifte avbeställdes den för att efter pansarbåtsinsamlingen 1912 åter beställas, nu i fyra exemplar för pansarskeppet Sverige. Provskjutning gjordes på Bofors skjutfält 1916. Pjäser för de övriga två skeppen beställdes 1915.

## Teknisk beskrivning

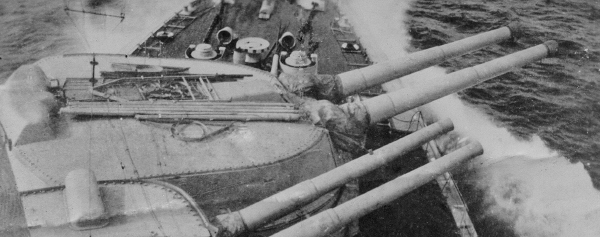
De aktra 28 cm kanonerna på pansarskeppet Gustaf V.

Kanonens kaliber var 283 mm och eldrörets längd var 45 kaliber, det vill säga 12,735 meter Eldröret bestod av ett smitt kärnrör samt tre lager gjutna mantlar och ett rekylband. Eldrören vilade i rekylmantlar utrustade med bromscylinder för rekylhämningen och två fjädercylindrar för tillbordssättningen. De båda rekylmantlarna i dubbeltornen var i höjdled helt oberoende av varandra.

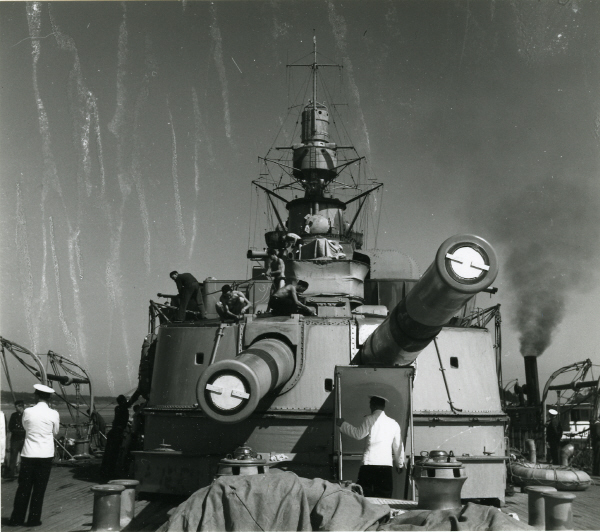
28 cm kanoner i aktertornet på pansarskeppet Sverige.

Lavettage var införlivat i kanontornet och höjd- och sidriktning skedde med hjälp ett hydrauliskt system med elektriska motorer. Vardera kanon kunde riktas i höjdled helt oberoende av varandra. Rikthastigheten var 5 grader/sekund i höjdled och 4 grader/sekund i sidled. För finjustering kunde riktningen även göras med låg hastighet, 0,01 grader per sekund i höjdled och 0,006 grader per sekund i sidled. Reservriktning kunde utföras både med maskinkraft och handkraft.

## Ammunition

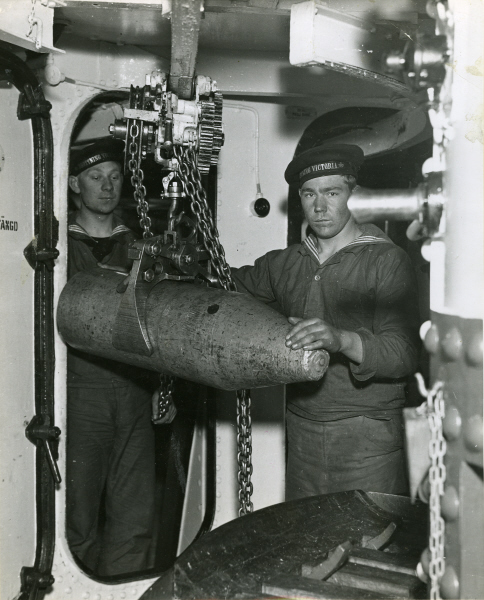
28 cm langnings-ö laddövningsprojektil M/12 ombord på Drottning Victoria.

Utgångshastigheten på stridsprojektilerna var 830 till 875 meter/sekund, vilket gav en skottvidd på 19 600 meter vid 18 graders elevation. Mynningsenergin var cirka 130 MJ.
Ammunitionen utgjordes av två stycken karduser om 50 kg styck (beteckning på full laddning: ½ lng 2 M/12H), samt en projektil på 280 till 305 kg. Ammunitionsförrådet bestod av 60 procent spränggranater, 20 procent pansargranater och 20 procent halvpansargranater.
| Typ              | Beteckning            | Vikt           | Sprängladdning | Sprängladdning | Utgångshastighet      | Utgångshastighet                            | Spets  | Kapp | Hätta | Ref         |
| ---------------- | --------------------- | -------------- | -------------- | -------------- | --------------------- | ------------------------------------------- | ------ | ---- | ----- | ----------- |
| Spränggranat     | 28 cm sgr M/16        | 305 kg med rör | 29,2 kg        | trotyl         | okänd                 | – okänd laddning                            | Rund   | –    | –     | [ 4 ]       |
| Spränggranat     | 28 cm sgr M/16-36     | 280 kg med rör | 26 kg          | trotyl         | 845 – 875 m/s         | – okänd laddning                            | Trubb  | –    | ✓     | [ 1 ] [ 4 ] |
| Spränggranat     | 28 cm sgr M/36        | 280 kg med rör | 28,29 kg       | trotyl         | 845 – 875 m/s         | – okänd laddning                            | Trubb  | –    | ✓     | [ 1 ] [ 4 ] |
| Pansargranat     | 28 cm pgr M/14 kp     | 305 kg med rör | 9,32 kg        | trotyl         | 860 m/s               | – okänd laddning                            | Ogival | ✓    | ✓     | [ 1 ] [ 4 ] |
| Pansargranat     | 28 cm pgr M/36 kp     | 305 kg med rör | 8,42 kg        | trotyl         | 830 m/s               | – okänd laddning                            | Ogival | ✓    | ✓     | [ 1 ] [ 4 ] |
| Halvpansargranat | 28 cm hpgr M/14-36 kp | 305 kg med rör | 20,61 kg       | trotyl         | 830 m/s               | – okänd laddning                            | Ogival | ✓    | ✓     | [ 1 ] [ 4 ] |
| Halvpansargranat | 28 cm hpgr M/36       | 305 kg med rör | 21,05 kg       | trotyl         | 830 m/s               | – okänd laddning                            | Trubb  | ✓    | ✓     | [ 1 ] [ 4 ] |
| Övningsprojektil | 28 cm övnprj M/14     | 305 kg         | 0 kg           | hålrum         | 600 m/s               | – ½ lng 1 M/12H                             | Rund   | –    | –     | [ 1 ] [ 4 ] |
| Övningsprojektil | 28 cm övnprj M/36     | 280 kg         | 21,07 kg       | barlast        | 750 m/s 845 – 875 m/s | – ½ red lng 2 M/12H: 70 kg – okänd laddning | Trubb  | ✓    | ✓     | [ 1 ] [ 4 ] |

Pansargranaterna kunde genomslå en pansarplåt av typ Krupp enligt följande:
| Avstånd (skottvidd)                   | 6 000 m | 18 000 m |
| Lodrätt pansar (ca 90° anslagsvinkel) | 350 mm  | 155 mm   |
| Vågrätt pansar (ca 30° anslagsvinkel) | –       | 87 mm    |

## Förkortningar
- Kan – Kanon
- Lng – Laddning
- Pgr – Pansargranat
- Hpgr – Halvpansargranat
- Sgr – Spränggranat
- Övnprj – Övningsprojektil
- Kp – Kapp